# Regenbogenschlange

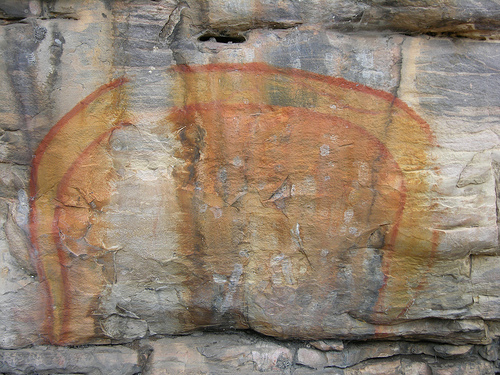
Regenbogenschlange als Felszeichnung

Die Regenbogenschlange (engl. Rainbow Serpent) ist eine zentrale Figur der Mythologie der Aborigines, der australischen Ureinwohner. Sie ist zweigeschlechtlich und ein wichtiges Wesen der Traumzeit. Die Regenbogenschlange formt in ihrer Erscheinung als weiblicher Erdgeist auf der Erde Berge, Täler und Wasserlöcher. In ihrer männlichen Erscheinung als Sonne schafft sie den Regenbogen. Das Motiv findet sich auch in der modernen australischen Kunst.

## Namen

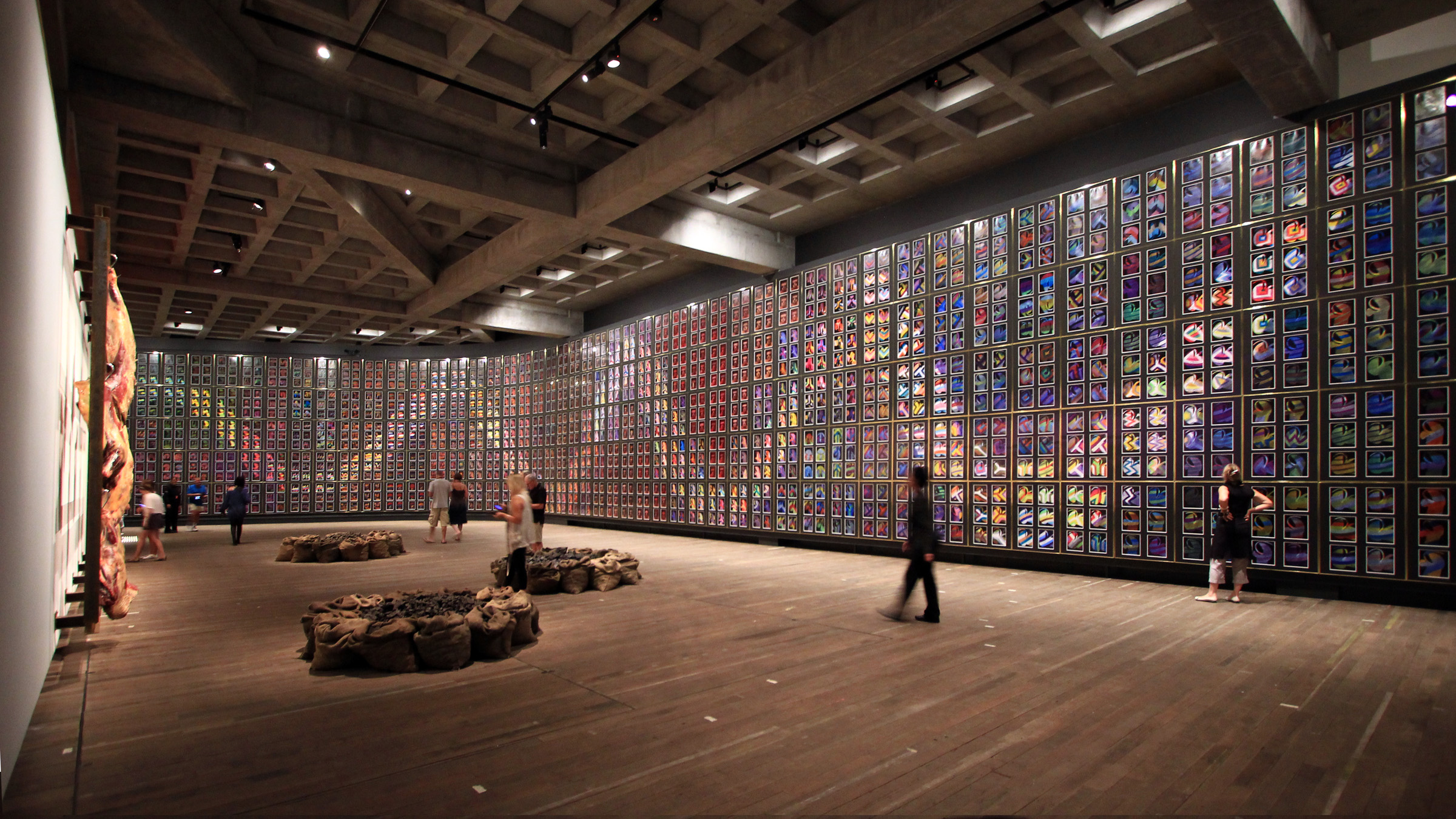
Die Regenbogenschlange wird auch in der gegenwärtigen australischen Kunst abgebildet. Hier ein Mural von Sidney Nolan auf glaskeramischen Fliesen im Museum of Old and New Art, in Hobart, Tasmanien.

Die Regenbogenschlange trägt regional unterschiedliche Namen, z. B. Baiame im Osten, Ungud im Nordwesten, Mangela im Westen oder Pundjel im Süden Australiens. James Cowan geht davon aus, dass die Regenbogenschlange die aktive Kraft bei der Erschaffung der Welt in der Weltanschauung der Ureinwohner zu sein scheint. Sie gilt in fast allen Regionen als Schöpferwesen und erscheint stets als die Kraft, die Flüsse, Wasserlöcher oder Regen erzeugt. Unter dem Namen Bolan, Kunukban, Galaru oder Unjuat ist sie in den Tiefen der Meere verborgen und erscheint an ihren Ufern.

## Überlieferung
Da in der Traumzeit alle Mythen nur mündlich überliefert sind, variieren die Mythen leicht, denn die Schöpfungswesen beziehen sich allesamt auf Erscheinungsformen, die in der unmittelbaren Natur dieser Völker und Stämme vorkommen. Die Regenbogenschlange schafft Berge und Täler und ist in ihnen verborgen. Das Didgeridoo gibt die Vibrationen wieder, die bei der physikalischen Erderschaffung kreiert wurden.
- Den Mythen zufolge bewohnt die Regenbogenschlange während der Trockenzeit die wenigen verbliebenen Wasserlöcher und kontrolliert mithin die kostbarste Ressource überhaupt.
- Als unberechenbarer Gegenspieler der stets verlässlichen Sonne bringt sie den erhofften Regen. Sie steht deshalb als Symbol für das beginnende Leben.
- In den vom Monsun geprägten Gegenden Australiens erzählen die Legenden von heroischen Kämpfen zwischen der Sonne, der Schlange und dem Wind. In den zentralen Wüstengebieten sind die saisonalen Witterungsunterschiede hingegen schwächer ausgeprägt, was sich auch in den dort verbreiteten Geschichten reflektiert.
- Die Regenbogenschlange gilt als die wohlwollende Beschützerin ihres Volkes und als erbarmungslose Verfolgerin der Gesetzesbrecher. Sie kann auch Menschen am Wasser verschlingen.
- Die Mythen, die sich um sie ranken, dienen als moralischer Wegweiser im Alltagsleben und sind mit dem Fruchtbarkeitskult verbunden.

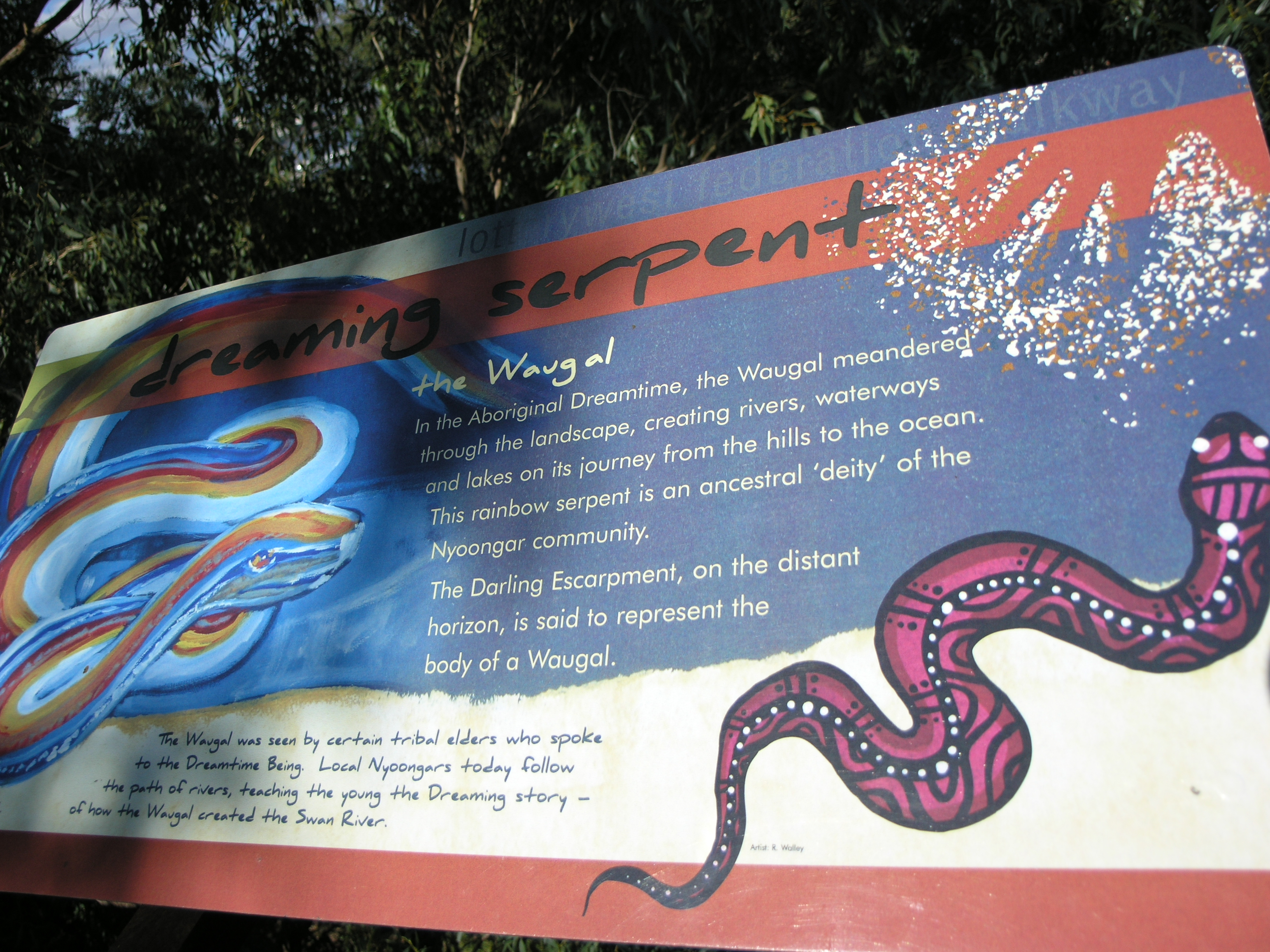
Abbildung der Wagyl

- Die Regenbogenschlange ist männlichen Charakters, da sie jedoch in der Traumzeit zwei weibliche Wesen verschlang, nahm sie die Kraft der Weiblichkeit in sich auf. Ihre Zweigeschlechtlichkeit und die gelegentliche Darstellungen als sich in den Schwanz beißender Ouroboros weist auf eine archetypische, metaphysische Bedeutung dieses mythischen Wesens hin, in dem die Natur insgesamt in ihrem Urzustand, der Traumzeit, verkörpert ist.
- Bei den Noongar gibt es ein Traumzeitwesen, die Wagyl, das eine kleinere Regenbogenschlange darstellt und in den Vorstellungen dieses Aborigines-Stamms den Swan River, Canning River und die damit verbundenen Landschaften in Western Australia schuf. Diese Schlange beauftragte die Noongar das Land zu schützen, während sie sich selbst unterhalb der Wasserquellen befindet.
- kugelförmige Granitfelsen in Karlu Karlu sind der Überlieferung nach die Eier der Regenbogenschlange
- In ihrer Erscheinungsform als Regenbogen stellt sie eine Verbindung zwischen Himmel und Erde her und kann so für (spirituellen) Ausgleich sorgen.

## Interpretation

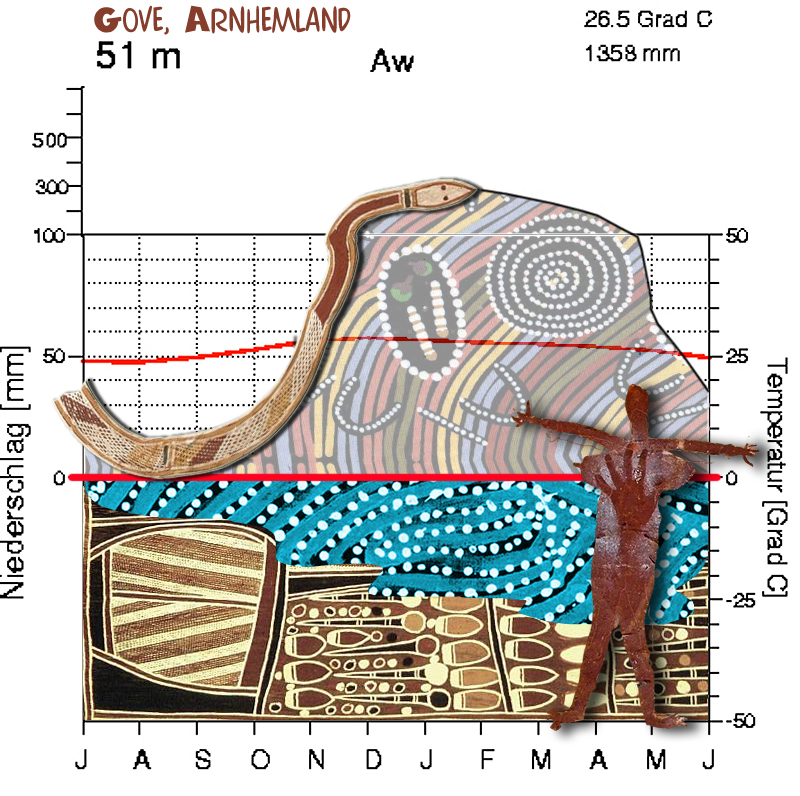
Klimadiagramm der Gove-Halbinsel in Arnhemland mit Bezug zum Yurlunggur-Mythos

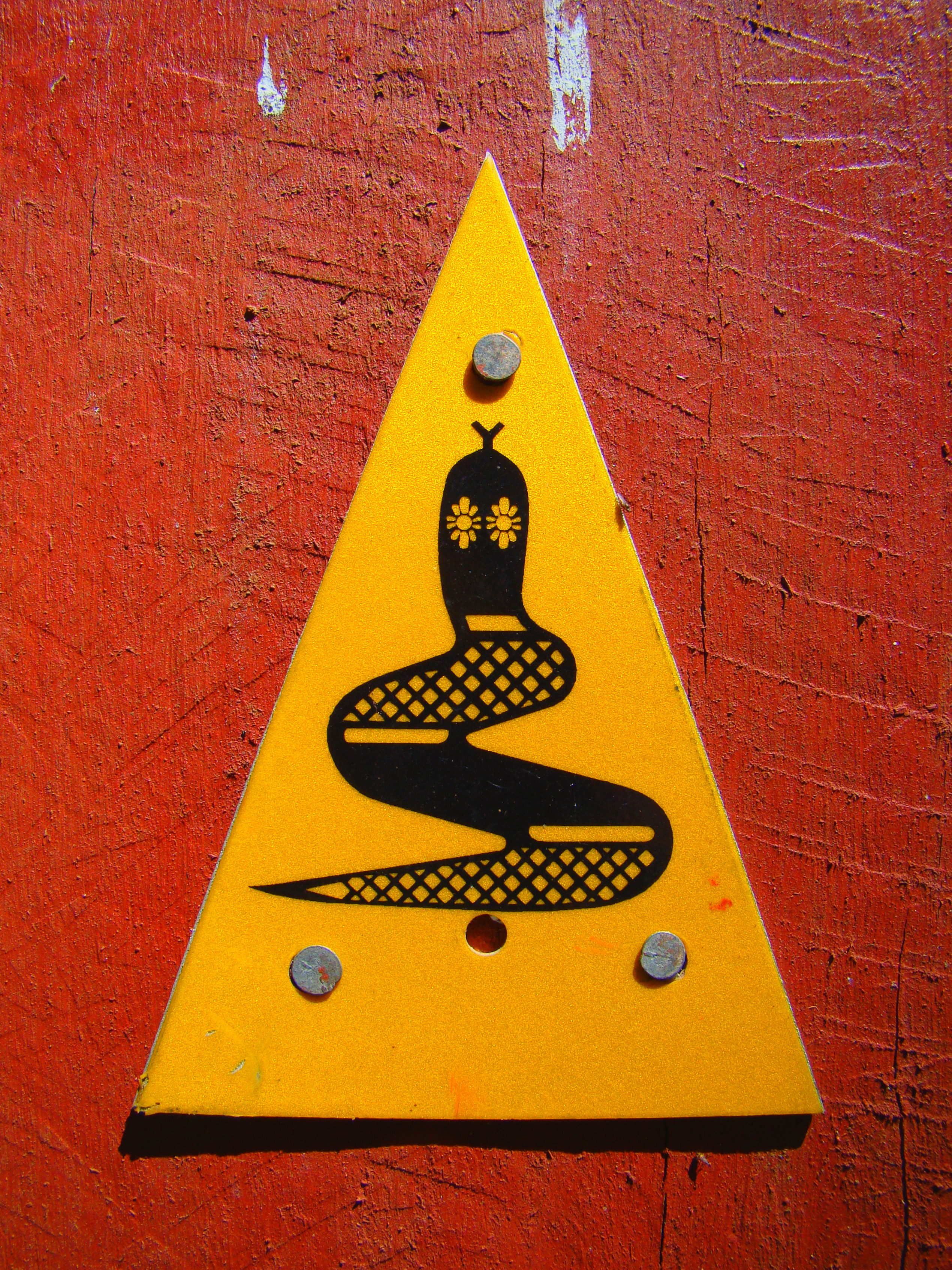
Wegweiser mit dem Wagyl-Mythos auf dem Bibbulmun Track

Der Ethnologe Claude Lévi-Strauss hat den folgenden Mythos der Yolngu über die Regenbogenschlange „Yurlunggur“ analysiert:
Eine junge Frau entweihte das heilige Wasser der Wasserstelle, in dem der Python Yurlunggur hauste, mit ihrem Menstrualblut. Die Schlange kam empört heraus, richtete sich hoch auf und rief einen Platzregen hervor, der die Wasserstelle über die Ufer treten ließ und eine große Überschwemmung verursachte. Solange die Schlange aufgerichtet blieb, hielten Regen und Überschwemmung an. Erst als sie sich wieder hinlegte, wurde es rasch wieder trocken und das Leben kehrte zurück.
Nach Lévi-Strauss’ Interpretation des magischen Denkens der Aborigines beschreibt diese Geschichte das lokale Klima von Arnhemland, wie es auch aus einem modernen Klimadiagramm abgeleitet werden könnte.
Tatsächlich folgt in Nordaustralien auf eine intensive Trockenzeit jedes Jahr regelmäßig eine intensive Regenzeit mit heftigen Niederschlägen und Springfluten, die das Land mehrere Dutzend Kilometer weit ins Land hinein überschwemmen. In dieser Zeit gibt es für die Yolngu, die sich auf erhöhtes Gelände zurückziehen müssen, nur ein unsicheres und geringes Nahrungsangebot. In der Übergangszeit herrscht hingegen Überfluss und üppiges Leben. Betrachtet man den gesamten Mythos, werden auch noch die Beziehungen zum menschlichen Leben deutlich: Die menstruierende Frau symbolisiert die noch „unreine“, unterlegene Weiblichkeit, die noch befruchtet werden muss, während der Regen die befruchtende, reine und überlegene Männlichkeit versinnbildlicht.